# Grabina (gmina Mińsk Mazowiecki)
Grabina – wieś sołecka  w Polsce położona w województwie mazowieckim, w powiecie mińskim, w gminie Mińsk Mazowiecki. Leży w południowej części gminy. 
W latach 1975–1998 miejscowość należała administracyjnie do województwa siedleckiego.
W 2019 roku w miejsce dotychczasowej numeracji domostw wprowadzono nazwy ulic.
Wieś graniczy od południa z sołectwem Grzebowilk (gmina Siennica), od zachodu z sołectwem Wólka Iłówiecka, Iłówiec (gmina Mińsk Mazowiecki) i Kluki (gmina Mińsk Mazowiecki), od północy z sołectwem Cielechowizna i Prusy, a od wschodu z sołectwem Mikanów oraz sołectwem Nowa Pogorzel.i Gminą Siennica. 
Miejscowość ta bezpośrednio graniczy z rezerwatem Bagno Pogorzel.
Wierni Kościoła rzymskokatolickiego należą do parafii Matki Boskiej Nieustającej Pomocy w Hucie Mińskiej.